# Boeing P-29
El Boeing P-29 y XF7B-1 fue un intento de producir una versión más avanzada del altamente exitoso P-26. Aunque se consiguieron ligeras mejoras en las prestaciones, ni el Cuerpo Aéreo del Ejército ni la Armada estadounidenses ordenaron producir el avión.

## Diseño y desarrollo
El Boeing YP-29 se originó como Model 264, desarrollado como aventura privada bajo un contrato de garantías negociado con el Ejército estadounidense. El desarrollo de tres prototipos fue iniciado en el intervalo comprendido entre las pruebas del XP-936 (prototipo del P-26, Model 248 de la compañía) y la entrega del primer P-26A (Model 266) al Ejército estadounidense.
El Model 264 era un P-26 mejorado y modernizado, diferenciándose en que tenía alas totalmente cantilever, flaps alares, cubierta "de invernadero" cerrada y tren retráctil. El tren de aterrizaje era similar al del Boeing Monomail, retrayéndose hacia atrás las ruedas principales, hacia la mitad de las alas. El fuselaje y la cola eran básicamente los mismos que los del P-26. El 264 retenía el probado motor radial refrigerado por aire Pratt & Whitney R-1340-31 Wasp de 550 hp, usado en el P-26. El armamento, una ametralladora de 7,62 mm y otra de 12,7 mm montadas en los lados del fuselaje y disparando entre las cabezas de los cilindros del motor radial, era el mismo que el del P-26.
El primer Model 264 presentaba una cubierta larga, estrecha y deslizante, esencialmente una continuación transparente del reposacabezas de protección del P-26, extendida enteramente hasta el marco del parabrisas. El motor radial Wasp estaba embutido en una cubierta completa NACA, en vez del estrecho capó anular Townend del P-26.
Una variante final fue considerada por Boeing, el Model 273, que estaba destinada a la Armada estadounidense como XF7B-1. Aparte de ligeras variaciones dimensionales, el equipo militar llevado, y las escalas de prestaciones de su motor Wasp, el caza naval era muy similar a sus antecedentes del Ejército. Como las otras variantes, su cabina cerrada fue finalmente modificada a una abierta, que era considerada más aceptable en la época.

### Pruebas

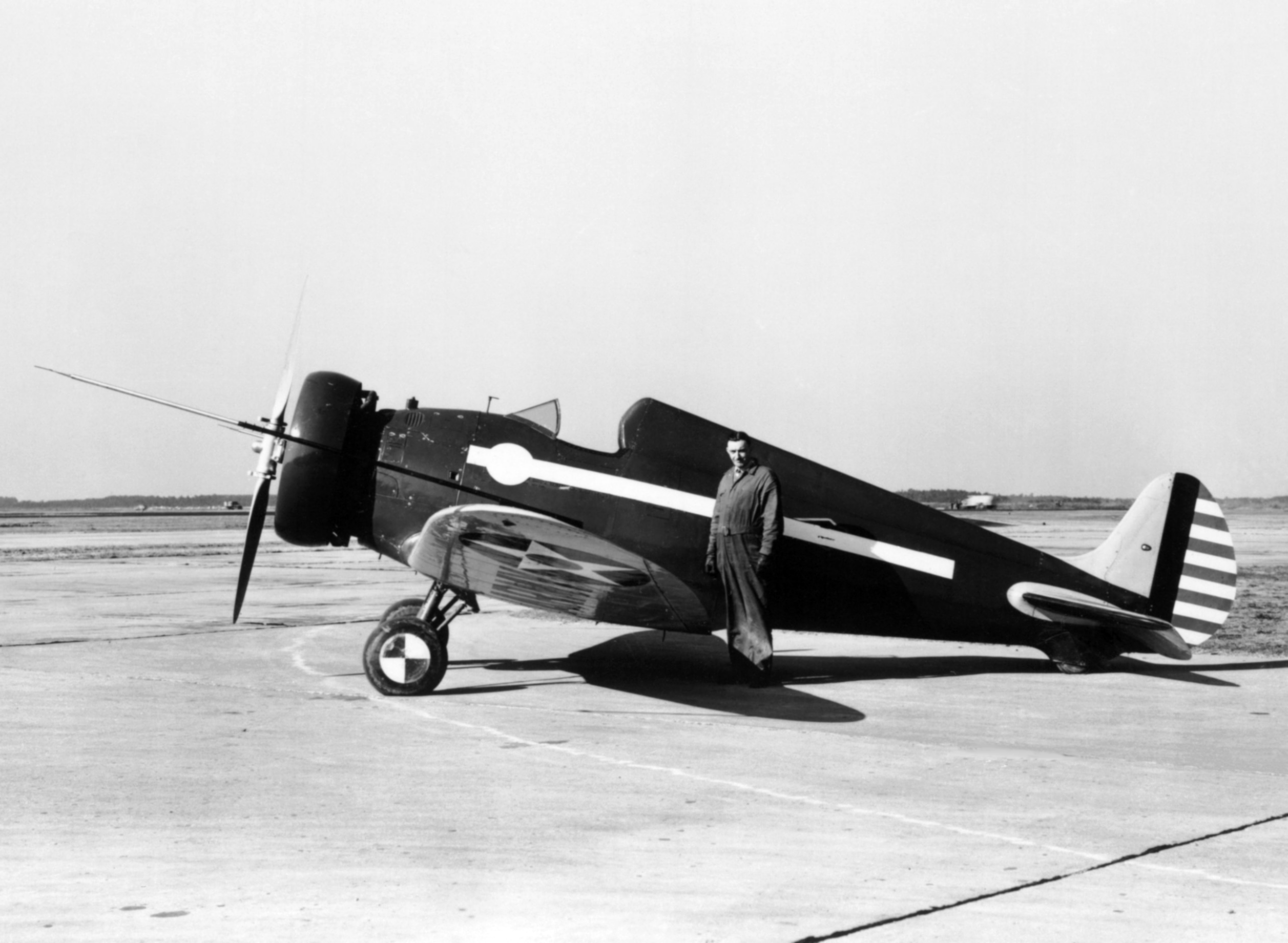
Boeing YP-29A.

El avión realizó su primer vuelo el 20 de enero de 1934, y fue volado hasta Wright Field para ser probado por el Ejército, bajo la designación militar experimental XP-940, cinco días más tarde. Durante las pruebas, el XP-940 alcanzó una velocidad máxima de 354 km/h a 3050 m. Tras las pruebas, el XP-940 fue devuelto a la fábrica en marzo para realizarle modificaciones. Debido a la ceñida cubierta y a la restringida visión del piloto desde la cerrada cabina, Boeing volvió a un diseño de cabina abierta, reteniendo el largo reposacabezas hasta la cola. El motor fue reemplazado por un R-1340-35 de 450 kW (600 hp) con capó anular, similar al P-26A. También fue equipado con flaps, de los que carecía el XP-940.
Al finalizar las pruebas del XP-940, el Ejército decidió comprarlo, el 29 de junio de 1934, junto con dos aparatos más. Fue designado P-29. Después de que el modificado XP-940 fuera devuelto al Ejército en abril de 1934, fue designado YP-29A (número de serie 34-24). Finalmente fue designado P-29A después de un cambio de motor al R-1340-27, en lugar del -35.
El limpio diseño del P-29A resultó en un aumento de la velocidad de 25,7 km/h sobre el P-26A, pero su mayor peso recortó el techo de vuelo y la maniobrabilidad del avión. Consecuentemente, el Ejército canceló una planeada orden de producción del P-29A. Los tres prototipos fueron más tarde usados estrictamente para propósitos experimentales.
El segundo prototipo fue completado con un gran y espacioso cerramiento de cristal alrededor de la cabina y, además, la rueda de cola fue albergada en un carenado diferente. Otros cambios incluyeron un R-1340-35 embutido en un anillo aerodinámico. El avión fue entregado al Ejército el 4 de septiembre de 1934 bajo la designación YP-29 con el número de serie 34-23.
A pesar de su anterior designación y número de serie del Ejército, fue realmente el segundo Model 264 en volar. Durante las pruebas, se obtuvieron los siguientes datos: los pesos eran de 1138,1 kg vacío, 1595,7 kg cargado. La velocidad máxima era de 392,7 km/h a 3048 m. El régimen de ascenso inicial era de 8,12 m/s. El techo de vuelo era de 7924,8 m, y el techo absoluto era de 8138,2 m. El alcance era de 1287,5 km.
Este nuevo cerramiento de la cabina satisfacía los requerimientos de protección del piloto al operar a velocidades de 402,3 km/h. Sin embargo, la velocidad de aterrizaje del YP-29 fue considerada demasiado alta para el uso operacional del Ejército y el avión fue devuelto a la fábrica para instalarle flaps alares. Después de las pruebas de servicio del Ejército y Boeing, que incluyeron ensayos con hélices de paso controlable, la designación de pruebas de servicio fue abandonada y cambió a P-29 después de que el motor fuera cambiado al Pratt & Whitney R-1340-39.
El tercer Model 264 fue completado como YP-29B con una configuración de cabina abierta similar a la del YP-29A. El número de serie era el 34-25. Las únicas diferencias externas con el YP-29A fueron las adiciones de un flap alar monopieza similar al del YP-29, un diedro adicional de un grado en el ala, y un ensamblaje de rueda de cola de suspensión al aceite similar al del YP-29. El YP-29B fue enviado a Chanute Field en Illinois para realizar las pruebas de servicio. Fue finalmente redesignado P-29B, añadiéndose a la desconcertante sucesión de designaciones para el esencialmente mismo modelo.
Se propuso una variante adicional con el R-1535 de 520 kW (700 hp) (un Twin Wasp Junior civil), como XP-32, pero nunca fue construida.
Volado por primera vez en septiembre de 1933, el XF7B-1 (BuNo 9378) fue el primer caza monoplano probado por la Armada estadounidense, aunque las preocupaciones acerca de su alta velocidad de aterrizaje lo hicieron inadecuado para las operaciones embarcadas.
Todos los aviones P-29 y XF7B-1 fueron finalmente desguazados.

## Variantes
P-29, XP-940 (Model 264)
Prototipo de caza, derivado del P-26 con motor R-1340-31, uno construido (matrícula 34-024). Designado más tarde YP-29A, y finalmente, P-29A.
YP-29
Segundo prototipo, con cambios menores (matrícula 34-023). Designado más tarde P-29.
YP-29A
Primer prototipo, tras primeras modificaciones, motor R-1340-35 y cabina abierta.
YP-29B
Tercer prototipo, matrícula 34-025, similar con modificaciones al YP-29A. Designado más tarde P-29B.
P-29
Segundo prototipo, con motor R-1340-39.
P-29A
Primer prototipo con motor R-1340-27, designación final.
P-29B
Tercer prototipo, designación final.
XP-32 (Model 278)
Versión propuesta con motor R-1535, no construida.
XF7B-1 (Model 273/274)
Versión similar al YP-29 para la Armada, motor SR-1340-30 y matrícula 9378, uno construido.

## Operadores
Estados Unidos
- Cuerpo Aéreo del Ejército de los Estados Unidos
- Armada de los Estados Unidos

## Especificaciones (XF7B-1)
Referencia datos: Boeing Aircraft since 1916

### Características generales
- Tripulación: Uno (piloto)
- Longitud: 6,9 m (22,6 ft)
- Envergadura: 9,7 m (31,9 ft)
- Altura: 2,3 m (7,4 ft)
- Superficie alar: 19,8 m² (213,1 ft²)
- Peso vacío: 1265 kg (2788,1 lb)
- Peso cargado: 1660 kg (3658,6 lb)
- Planta motriz: 1× motor radial de nueve cilindros refrigerado por aire Pratt & Whitney R-1340-30 Wasp.
  - Potencia: 410 kW (565 HP; 558 CV)

### Rendimiento
- Velocidad máxima operativa (Vno): 375 km/h (233 MPH; 202 kt)
- Velocidad crucero (Vc): 322 km/h (200 MPH; 174 kt)
- Alcance: 1207 m
- Techo de vuelo: 8900 m (29 199 ft)

### Armamento
- Ametralladoras: 

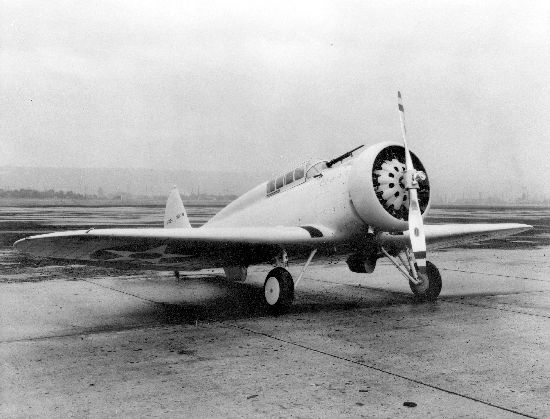
XF7B-1 antes de modificarlo con una cabina abierta, alrededor de 1933.

  - 2 de 7,62 mm en el fuselaje delantero

## Aeronaves relacionadas

### Desarrollos relacionados
- Boeing P-26

### Aeronaves similares
- Brewster F2A Buffalo
- Mitsubishi A5M
- Polikarpov I-16

### Secuencias de designación
- Secuencia Numérica (interna de Boeing): ← 248 - 251 - 256 - 264 - 266 - 267 - 273 - 274 - 278 - 280 - 281 - 294 →
- Secuencia P-_ (Cazas (Pursuit) del USAAC/USAAF/USAF, 1924-1962): ← P-26 - P-27 - P-28 - P-29 - P-30 - XP-31 - P-32 - P-33 - XP-34 - P-35 →
- Secuencia F_B (Cazas de la Armada estadounidense, 1922-1962 (Boeing, 1923-1962)): ← F4B - F5B - F6B - F7B - F8B